# Адоболи, Эжен Коффи
Эжен Коффи Адоболи (фр. Eugène Koffi Adoboli; 3 октября 1934, Того — 23 апреля 2025, Швейцария) — тоголезский политик. Премьер-министр Того с 21 мая 1999 по 31 августа 2000 года. В 2011 году он был приговорён к пяти годам тюремного заключения заочно, из-за скандала, вызванного растратами, в то время как он был премьер-министром.

## Биография
Адоболи был назначен премьер-министром 21 мая 1999 года, заменив Квасси Клуце. До этого он был международным государственным служащим на Конференции Организации Объединённых Наций по торговле и развитию в Женеве и Объединенной инспекционной группой Организации Объединённых Наций на протяжении более 40 лет. Во время его назначения президентом Гнассингбе Эйадемой после парламентских выборов в марте 1999 года Адоболи был практически неизвестен в политике в Того Во время своего пребывания в должности Адоболи подверг критике неспособность улучшить экономическое положение Того.
7 апреля 2000 года в Ломе был официально представлен «Доклад о тысячелетия» Организации Объединённых Наций, который лично спонсирования Адоболи и Сесилем Молинье, координатором ООН в Того. Адоболи высоко оценил доклад. Затем Адоболи встретился с Генеральным секретарем Организации Объединённых Наций Кофи Аннаном 9 июля 2000 года. 27 августа 2000 года Адоболи подал в отставку с должности премьер-министра, и Эйадема приняла его отставку.
В 2011 году его обвинили в присвоении 800 миллионов франков КФА, во время его премьерства. В июле 2011 года он был одним из трёх лиц, приговорённых к пяти годам тюрьмы заочно за присвоение средств. Адоболи не признал себя виновным, заявив: «Я ни разу не запустил руку в счета правительства Того, это решение граничит с нелепым и не почитает нашу страну». Вместо этого он настаивал на том, что Того должен ему деньги.
Адоболи умер 23 апреля 2025 года в возрасте 90 лет, находясь в изгнании в Швейцарии.